# Vitaliy Parakhnevych
Vitaliy Valerievich Parakhnevych - em russo, Виталий Валерьевич Парахневич (Donetsk, 4 de maio de 1969) é um ex-futebolista tajique que atuava como atacante. Possui também cidadania ucraniana.

## Carreira

### Em clubes
Revelado pelo Naftovyk Okhtyrka, Parakhnevych destacou-se pelo Odessa, clube onde jogou 96 vezes e fez 32 gols entre 1988 e 1992. Atuou ainda por Nyva Ternopil e Chornomorets Odessa (2 passagens) antes de assinar com o tradicional Lokomotiv Moscou em 1995. Sua passagem pelo futebol russo foi rápida - apenas 10 partidas.
Deixou a Rússia ainda em 1995 para atuar no futebol da Coreia do Sul, onde vestiu as camisas de Chonbuk Hyundai Dinos (atual Jeonbuk Hyundai Motors), Suwon Bluewings e Anyang LG Cheetahs (FC Seoul), e em 2000 defendeu o Shonan Bellmare (Japão) por empréstimo. Ele também chegou a integrar o elenco do Bucheon SK, porém não disputou nenhum jogo oficial pela equipe e voltou à Ucrânia para encerrar a carreira em 2005, no Dniester Ovidiopol.

### Seleção
Em agosto de 1997, a seleção do Tajiquistão levaria 16 jogadores para enfrentar a Coreia do Sul, porém apenas 12 atletas viajaram devido a falta de passaportes. Por isso, a Federação de Futebol da ex-república soviética decidiu chamar Parakhnevych e o goleiro Valeriy Sarychev, seu companheiro de equipe no Chonbuk Hyundai. Esta foi a única partida internacional do atacante, que não chegou a defender a Seleção Ucraniana.

## Títulos

### Clube
Suwon Bluewings
- K-League: 1998, 1999

Chornomorets Odessa
- Copa da Ucrânia: 1993–94

### Individual
Chornomorets Odessa
- Artilheiro da Copa da Ucrânia de 1992–93 (8 gols)